# Selago thyrsoidea
Selago thyrsoidea är en flenörtsväxtart som beskrevs av John Gilbert Baker. Selago thyrsoidea ingår i släktet Selago och familjen flenörtsväxter.

## Underarter
Arten delas in i följande underarter:
- S. t. austrorhodesica
- S. t. nyikensis